# Eckhart Sindern
Eckhart Sindern (* 1960 in Kiel) ist ein deutscher Neurologe, Professor und  Chefarzt für Neurologie im Diakovere Friederikenstift Hannover. Sindern ist bekannt für seine Arbeiten auf dem Gebiet der Multiplen Sklerose, des  Guillain-Barré-Syndroms und der Adulten Polyglucosankörperkrankheit.

## Leben
Sindern wurde 1986 an der Universität zu Lübeck zum Arzt approbiert und zum Dr. med. in Lübeck promoviert. Seine Dissertation behandelte Immunologische Aspekte der Epilepsie. Er war 1987 bis 1992 Wissenschaftlicher Assistent an der Medizinischen Hochschule Hannover. 1992 erfolgte die Facharztanerkennung zum Neurologen in Hannover. Im selben Jahr wurde er zum Oberarzt der Neurologischen Universitätsklinik Bergmannsheil in Bochum ernannt. 1998 habilitierte er sich mit dem Thema „Zellaktivierungsmechanismen im Blut und Liquor beim akuten Guillain Barrè Syndrom und bei der Multiplen Sklerose“ und wurde Leiter des Schwerpunkts Klinische Neuroimmunologie und experimentelle Liquordiagnostik im Universitätsklinikum Bergmannsheil sowie Sprecher der Forschungsgruppe Multiple Sklerose an der Ruhr-Universität Bochum. Sindern hielt von 2004 bis 2006 eine außerplanmäßige Professur an der Ruhr-Universität Bochum und hält seit 2006 eine Außerplanmäßige Professur an der Medizinischen Hochschule Hannover. Seit November 2005 ist er Chefarzt der Neurologischen Klinik im Diakovere Friederikenstift. 2010 bis 2013 war er Ärztlicher Geschäftsführer am Diakoniekrankenhaus Friederikenstift, heute Diakovere Friederikenstift.

## Klinisch-Wissenschaftlicher Beitrag
Nach seiner Dissertation beschäftigte sich Sindern während der Assistententätigkeit in der Medizinischen Hochschule Hannover mit klinischen Fragestellungen zur Multiplen Sklerose (MS) und dem Guillain-Barré-Syndrom (GBS). An der Ruhr-Universität Bochum konzentrierte er sich auf die Charakterisierung von Zellaktivierungsmechanismen im Blut und Liquor bei entzündlichen Erkrankungen des Nervensystems. Die Cytokin Expression und Freisetzung und die Charakterisierung von Lymphozyten-Subpopulationen in Blut und Liquor wurde insbesondere bei MS und dem GBS untersucht und mit klinischen Daten korreliert. Später wurde auch die Bedeutung der Chemokine und ihrer Rezeptoren in der Pathogenese der MS untersucht. Zusammen mit Focke Ziemsen und Matthias Vorgerd erfolgten Untersuchungen zur Adulten Polyglucosankörperkrankheit mit Nachweis von Neumutationen und Enzymdefekten in verschiedenen Geweben. Neben den klinischen und laborchemischen Arbeiten beschäftigt  Sindern sich bei entzündlichen Erkrankungen des Nervensystems auch mit gutachterlichen Fragestellungen.

## Publikationen
Bücher
- Hela-Felicitas Petereit, Eckhart Sindern, Manfred Wick (Autoren, Hrsg.): Liquordiagnostik: Leitlinien der Liquordiagnostik und Methodenkatalog der Deutschen Gesellschaft für Liquordiagnostik und Klinische Neurochemie. 1. Auflage. Springer, Berlin / Heidelberg 2007, ISBN 978-3-540-39017-6.
- Volker Limmroth, Eckhart Sindern, Karin Baum: Multiple Sklerose: Taschenatlas spezial. 1. Auflage. Thieme, 2004, ISBN 3-13-133281-6. (1. portugiesische Aufl. 2006.)

Wissenschaftliche Artikel
- PubMed Publikationen: E Sindern
- Google-Scholar-Publikationen: E Sindern
- Eckhart Sindern, Jean-Pierre Malin: Das akute Guillain-Barré-Syndrom. In: Dtsch Arztebl. Band 93, Nr. 28-29, 1996, S. A-1895 / B-1539 / C-1409.  (aerzteblatt.de)